# Louise Dresser
Louise Dresser, née le 5 octobre 1878 à Evansville (Indiana) et morte le 24 avril 1965 à Los Angeles (Californie), est une actrice américaine.

## Filmographie
- 1922 : The Glory of Clementina : Lena Fontaine
- 1922 : Sur les sables brûlants (Burning Sands) de George Melford : Kate Bindane
- 1922 : Enter Madame : Mme Flora Preston
- 1923 : The Fog : Mme Theddon
- 1923 : Les Femmes libres (Prodigal Daughters) de Sam Wood : Mme Forbes
- 1923 : Salomy Jane : Mrs. Pete
- 1923 : Ruggles of Red Gap : Mme Effie Floud
- 1923 : Woman-Proof : Wilma Rockwood
- 1923 : En votre honneur, mesdames ! (To the Ladies) de James Cruze : Mme Kincaid
- 1924 : The Next Corner : Nina Race
- 1924 : What Shall I Do? : Mrs. McLean
- 1924 : The City That Never Sleeps (en) de James Cruze : Mother O'Day
- 1924 : Cheap Kisses : Jane Dillingham
- 1925 : Percy : Mme Rogers
- 1925 : L'Avalanche (Enticement) de George Archainbaud : Mme Samuel Murray
- 1925 : The Goose Woman : Marie de Nardi / Mary Holmes
- 1925 : L'Aigle noir (The Eagle) de Clarence Brown : la tsarine, Catherine II
- 1926 : Fifth Avenue de Robert G. Vignola: Claudine Kemp
- 1926 : The Blind Goddess : Mrs. Eileen Clayton
- 1926 : Les Briseurs de joie (Padlocked) d'Allan Dwan : Mrs. Alcott
- 1926 : Broken Hearts of Hollywood : Virginia Perry
- 1926 : Gigolo : Julia Gory
- 1926 : Everybody's Acting : Anastasia Potter
- 1926 : The Third Degree : Alicia Daly
- 1927 : L'Enfer noir (White Flannels) de Lloyd Bacon : Mme Jacob Politz
- 1927 : Monsieur Wu (Mr. Wu) : Mme Gregory
- 1928 : Sa nouvelle patrie (A Ship Comes In) de William K. Howard : Mme  Pleznik
- 1928 : The Garden of Eden : Rosa
- 1928 : Grande Vedette (Mother Knows Best) de John G. Blystone : Ma Quail
- 1928 : Les Rois de l'air (The Air Circus) : Mme  Blake
- 1929 : Not Quite Decent d'Irving Cummings : Mame Jarrow
- 1929 : Madonna of Avenue A (en) de Michael Curtiz : Georgia Morton
- 1930 : Mammy : Mère Fuller
- 1930 : The Three Sisters (en) de Paul Sloane : Marta
- 1930 : This Mad World (en) de William C. de Mille : Pauline Parisot, la mère de Paul
- 1930 : Lightnin' de Henry King : Mme  Mary Jones
- 1931 : Caught (en) d'Edward Sloman : Calamity Jane
- 1932 : Stepping Sisters (en) de Seymour Felix : Mme Cissie Ramsey nee Black
- 1933 : La Foire aux illusions (State Fair) de Henry King : Melissa Frake
- 1933 : Song of the Eagle (en) de Ralph Murphy : Emma Hoffman
- 1933 : Doctor Bull de John Ford : Mme Herbert Banning
- 1933 : Le Chant du berceau (Cradle Song) de Mitchell Leisen : Prioress
- 1934 : David Harum (en) de James Cruze : Polly Harum
- 1934 : L'Impératrice rouge (The Scarlet Empress), de Josef von Sternberg : Impératrice Elizabeth Petrovna
- 1934 : Le Monde en marche (The World Moves On) de John Ford : Barone von Gerhardt
- 1934 : Entrée de service (Servants' Entrance) de Frank Lloyd : Mme Hansen
- 1934 : Cœurs meurtris  (A Girl of the Limberlost) de Christy Cabanne : Katherine Comstock
- 1935 : Le Démon de la politique (The County Chairman) de John G. Blystone : Mme Rigby
- 1937 : Le Démon sur la ville (Maid of Salem) de Frank Lloyd : Ellen Clarke